# Grafschaft Veringen

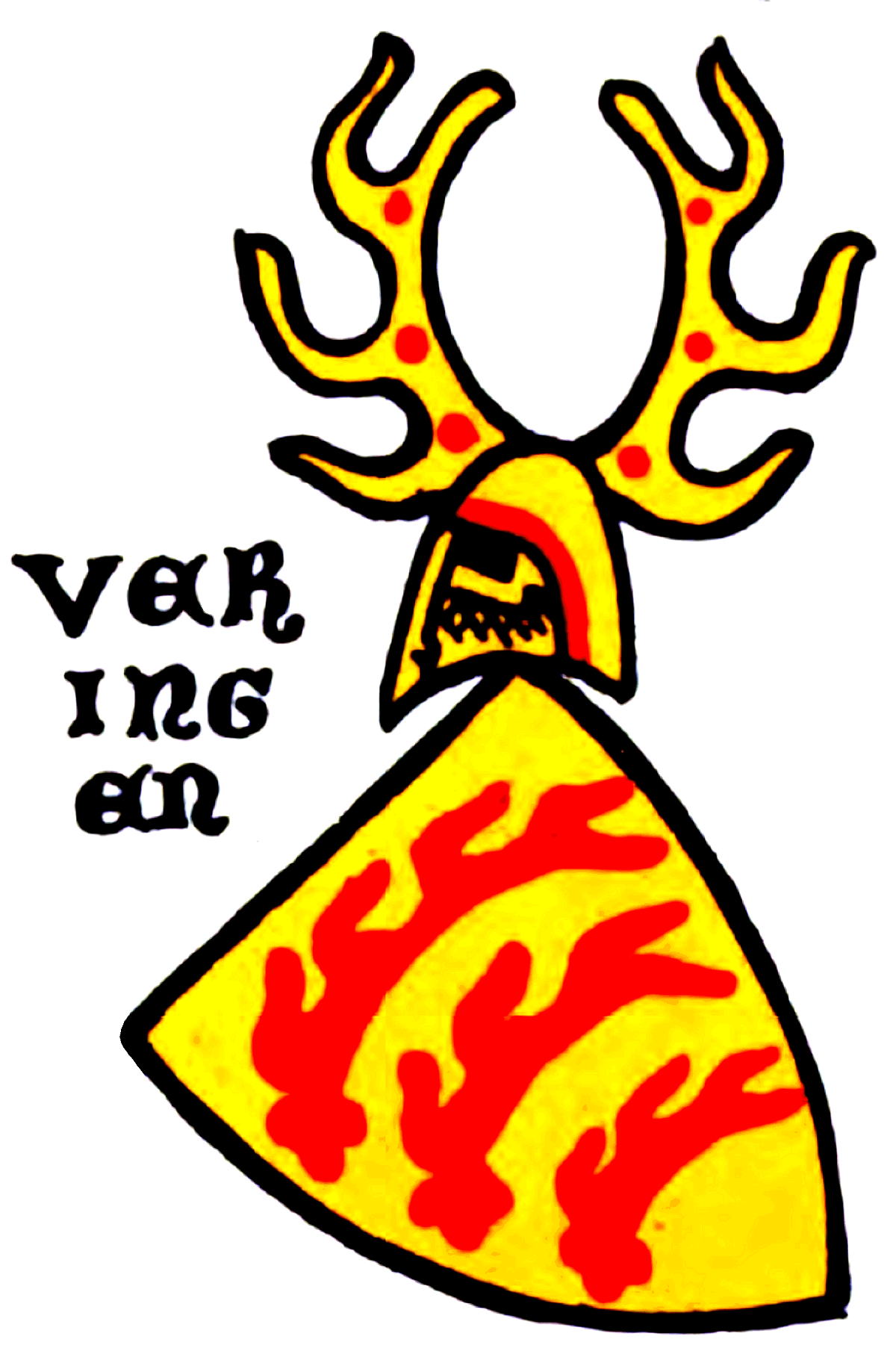
Wappen der Grafen von Veringen in der Zürcher Wappenrolle, ca. 1340

Die Grafschaft Veringen war ein im Spätmittelalter entstandenes Herrschaftsgebiet auf der Schwäbischen Alb im heutigen Baden-Württemberg.
Um 1535 setzte sie sich wie folgt zusammen:
- Obere Grafschaft: das Städtchen Veringenstadt und die Dörfer Benzingen, Harthausen auf der Scher und Veringendorf,
- Untere Grafschaft: die Dörfer Langenenslingen und Billafingen.

Zu jenem Zeitpunkt gelangte das Territorium in den Besitz der Grafen von Zollern und ging später im Fürstentum Hohenzollern-Sigmaringen auf.

## Die Grafen von Veringen
Im Hochmittelalter entwickelten sich neue Herrschaftsformen. An die Stelle des königlichen Auftrags trat der dauerhafte Besitz, der sich bei näherer Betrachtung als ein Bündel verschiedener Rechte darstellte. Jedes einzelne konnte wie ein materielles Gut gehandelt, also verkauft, vererbt, verliehen oder verpfändet werden. Erst dieses neuartige Konstrukt ermöglichte den Aufbau territorialer Herrschaften.
Die Grafen von Altshausen, Gaugrafen im Eritgau im nördlichen Oberschwaben, traten im 11. Jahrhundert auch in der angrenzenden Grafschaft Appha in Erscheinung. Ein Nachfahre verlegte seinen Wohnsitz ins mittlere Laucherttal, wo er in der Nähe des Dorfes Veringen einen Ansitz (Burg Veringen) errichtete.
Fortan nannte er sich Graf von Veringen. Mit ihrem umfangreichen Besitz an der Donau und Oberschwaben (Vgl. Liste der Besitzungen der Grafen von Veringen) gehörten die Grafen von Veringen zu den mächtigsten Grafengeschlechtern in Schwaben und gründeten in der zweiten Hälfte des 13. Jahrhunderts die Städte Veringenstadt, Hettingen, Gammertingen, Isny und Riedlingen. Ihre Besitzungen lagen jedoch weit verstreut und entsprechen nicht der heutigen Vorstellung einer zusammenhängenden Grafschaft im Sinne einer Landesherrschaft oder eines Amtsbezirkes. Diese Form hat sich erst später herausbildet. Marquard von Veringen bewies 1134 seine Erbansprüche auf Rechte in der Appha-Grafschaft, allerdings mit einer gefälschten Urkunde aus dem Kloster Reichenau, dessen Abt mit den Veringern freundschaftlich verbunden war.
Marquard, vor 1172 gestorben, hinterließ drei Söhne. Ulrich war Abt des Klosters St. Gallen, auch Heinrich starb wohl kinderlos. Mangold, als Graf von Veringen von 1150 bis 1186 genannt, heiratete eine Erbtochter der Grafen von Nellenburg und übernahm das Wappen der Nellenburger. Sein gleichnamiger Sohn begründete die 1422 im Mannesstamm erloschene Nellenburger Linie der Familie, dessen Bruder Wolfrad (der Ältere) blieb auf dem angestammten Besitz.
Um 1195 heiratete Graf Hartmann von Württemberg eine Tochter (Agathe?) von Mangolds jüngerem Sohn Eberhard. Ihre Mitgift brachte den bisher vor allem am mittleren Neckar begüterten Württembergern Besitz entlang der Donau ein. Die um 1227 hierauf begründete Seitenlinie Württemberg-Grüningen übernahm das Wappenbild der drei Hirschstangen von ihren Veringer Vorfahren, allerdings in den geänderten Farben Gold-Schwarz anstatt Gold-Rot. Seit etwa 1240 führte auch Hartmanns Enkel, Graf Ulrich der Stifter, der Stammvater der Württemberger Hauptlinie, dieses Wappen anstelle eines älteren mit drei Türmen. Die Nellenburger Linie wählte die Wappenfarben Gold-Blau.
Eine erneute Heiratsverbindung mit Württemberg schmälerte 1252 den Veringer Besitz weiter, ebenso diverse Verkäufe und größere Schenkungen an das Kloster Heiligkreuztal. Andererseits konnte das Gebiet im Laucherttal durch Teile des Gammertinger Nachlasses abgerundet werden – wobei unklar ist, ob dies durch Heirat oder durch Erbschaft geschah.
Um 1250 gründete Graf Wolfrad (der Jüngere) die Stadt Riedlingen. In jene Zeit fällt auch der Ausbau der unterhalb der Stammburg im Laucherttal gelegenen Siedlung, die später Veringenstadt genannt wurde. Sie erhielt 1285 das Marktrecht und führte seit der ersten Hälfte des 14. Jahrhunderts ein eigenes Siegel.
Heinrich (der Jüngere), ein Sohn Wolfrads, ließ um 1270 an der Stelle des heutigen Vöhringer Hofs östlich von Riedlingen die Burg Neuveringen erbauen. Von seinem Onkel Heinrich (dem Älteren) erbte er die Besitztümer auf der Schwäbischen Alb: Veringenstadt, Veringendorf, das später bis auf die Kirche abgegangene Deutstetten, Harthausen und Benzingen.

## Der Verkauf an Habsburg
Weil die Veringer offenbar in schweren Geldnöten steckten, verkaufte Heinrich (der Jüngere) das nunmehr Grafschaft genannte Territorium 1291 an Rudolf von Habsburg. Der König setzte sich zum Ziel, in Oberschwaben eine starke Hausmacht zu erwerben, starb aber noch im selben Jahr. Seine Nachfolger, auch sie in finanziellen Schwierigkeiten, verloren rasch das Interesse und verpfändeten die Grafschaft nur wenige Jahre später an die Veringer zurück.

## Unter wechselnden Herren
Graf Heinrich von Veringen, ein Enkel oder Urenkel des oben Genannten, sah sich 1344 und 1359 gezwungen, das Pfand an seine entfernten Württemberger Verwandten zu verkaufen. Der Niedergang seiner Familie war damit aber nicht abzuwenden, die Veringer Hauptlinie starb 1415 aus.
In Stuttgart konnte man mit der abseits des Kernlandes gelegenen Herrschaft wenig anfangen und verpfändete sie 1399 weiter an den in Trochtelfingen residierenden Grafen Eberhard von Werdenberg. 1459, nach einer Heirat zwischen den beiden Familien, verzichtete Württemberg auf sämtliche Ansprüche, wodurch Graf Johann von Werdenberg zum direkten Pfandnehmer von Habsburg-Österreich avancierte.
Auch die Untere Grafschaft mit Enslingen (heute: Langenenslingen), Billafingen und dem unteren Hof Warmtal gelangte Ende des 13. Jahrhunderts von den Veringern an Habsburg, jedoch auf dem Umweg über die verwandten Grüninger. Nach mehreren Besitzerwechseln kamen die beiden Dörfer ebenfalls als Pfand an Württemberg und teilten von da an die Geschicke der Oberen Grafschaft.
Christoph von Werdenberg verstarb 1534, ohne männliche Nachkommen zu hinterlassen. Im Erbstreit um die werdenbergischen Eigengüter setzte sich sein Schwiegersohn, Friedrich II. von Fürstenberg, durch. Was die Grafschaft Veringen und auch die Grafschaft Sigmaringen betraf, ließ sich Österreich auf keine Diskussionen ein und zog das Pfand sofort an sich, um es 1535 dem Grafen Karl I. von Hohenzollern zu Lehen zu geben. Bei der zollerischen Erbteilung 1576 kam die Grafschaft Veringen zur Sigmaringer Linie, die das österreichische Lehensrecht erst mit Auflösung des Reiches 1806 abschütteln konnte. Die Veringer selbst waren jedoch häufig über die schützende Hand Vorderösterreichs froh, die sie immer wieder vor unangemessenen Forderungen der Fürsten schützte. Als Teil des Fürstentums Hohenzollern-Sigmaringen wurde das Gebiet 1850 preußisch.
Seit der baden-württembergischen Kreisreform des Jahres 1973 verteilt sich die ehemalige Veringer Grafschaft auf drei Landkreise. Es gehören
- Veringenstadt mit Veringendorf zum Landkreis Sigmaringen,
- Harthausen und Benzingen (als Teilorte der Gemeinde Winterlingen) zum Zollernalbkreis,
- Langenenslingen mit Billafingen zum Landkreis Biberach.

## Wappen von Veringen, Württemberg und Nellenburg
Die Wappen von Veringen, Nellenburg und Württemberg zeigen jeweils drei übereinander liegende Hirschstangen in goldenem Schild und unterscheiden sich nur in den Farben der Hirschstangen. Die Wappen zeugen von deren verwandtschaftlichen Verhältnissen.
(Näheres auf den Seiten: Wappen der Grafen von Veringen und Siegel der Grafen von Veringen)

Das Wappen der Grafen von Veringen, das seit 1216 nachweisbar ist, zeigt in der ersten farbigen Darstellung 1330 rote Hirschstangen.[3]
Das Wappen der Württemberger zeigt erstmals 1228 drei schwarze Hirschstangen. Dieses Wappen wurde vermutlich Ende des 12. Jahrhunderts von den Veringern übernommen, als Graf Hartmann die Erbtochter der Grafen von Veringen heiratete.[4]
1216 gründete Graf Mangold von Veringen durch die Heirat mit der Nellenburger Erbtochter die 3. Linie der Nellenburger und übernahm deren Namen. Seit dieser Zeit führen die Nellenburger drei blaue Hirschstangen in ihrem Wappen.[5]